# 現代誤訳
『現代誤訳』(げんだいごやく) は、劇団アクターZOO製作による日本のアニメーション及びドキュメンタリー作品。声優・俳優でもある津田健次郎と浪川大輔が結成したユニット・超電導dBの企画によるオリジナル作品である。2024年7月からBS11、TOKYO MXほかにて放送中。

## 概要
偉人たちの名言をコント仕立てで「誤訳」した演目を、劇場にて個性的な着ぐるみキャラクター達が演じるというアニメーションパートと、このアニメをどのように企画・制作したかを収録したドキュメンタリーパート「DOCUMENTARY of 現代誤訳 ～声優が本気でアニメ作ってみた～」の二部構成となっているのが特徴。

アニメパートではコント専門の脚本家を起用し、偉人の名言の意図的な誤用または解釈とのギャップを笑いのコンセプトとした舞台劇を、劇団アクターZOOの劇団員たちが全員動物の着ぐるみを被ったまま披露するという体裁を取る。

ドキュメンタリーパートでは、アニメ制作の裏側を知ることで、作品への理解が深まることを目的とし、アニメ「現代誤訳」の企画から制作までの道のりを、主に津田健次郎と浪川大輔の動向を追うことで赤裸々に描く。

## あらすじ
ここは日本のどこかにある、とある劇団「アクターZOO」。この劇団は、偉人たちの名言を基にした舞台を毎回ユニークな解釈と演出で脚色し観客を魅了している。
　しかし、その舞台はいつもどこか奇妙。劇団員は全員どうぶつの着ぐるみで登場し、なおかつ現実の延長線にありながら毎回シュールな世界観を提示する。いったいこの演目にはどのような深いメッセージがあるのか。

## 登場人物

### 劇団
犀川 久作（）
声 - 津田健次郎
なぜか世界征服のために劇団を立ち上げた謎の男(40歳)。
その正体は宇宙の彼方にある惑星サイカーワからやってきた侵略者。本名はキューサック。地球文化を破壊するためメディアを支配しようと企むが、具体的な方法がわからず苦悩している。ある日、玲尾彰人との出会いをきっかけに思わぬ形で着ぐるみ劇団アクターZOOを始めることに。劇団での着ぐるみはサイ。

玲尾 彰人（）
声 - 浪川大輔
ライオンの着ぐるみを着た、無意識のヒーロー(38歳)。
大学卒業後は会社員として働いていたが、一念発起して役者を目指し上京。本人も周りも気づいていないが、彼の言動は周囲の人々を励まし世の中を良い方向へと導いている。犀川の侵略計画も無意識のうちに阻止してしまうほどの謎の影響力を持つ。玲尾がたまたまバイトで着ていたライオンの着ぐるみが切掛けで、犀川の陰謀は初手から着ぐるみ劇団設立という謎な方向に進み出す。

兎堂 雄星（）
声 - 下野紘
劇団に参加して自分を変えようとする、心の奥底に優しさを秘めた青年(25歳)。
対人恐怖症を抱え、ついつい口が悪くなってしまう癖がある。そのせいで周囲の人々を遠ざけてしまい、後悔する毎日。そんな自分を変えたいと強く願っており、劇団のオーディションを受けることを決意する。だがその結果ウサギの着ぐるみを着る羽目になるとは本人も気づいていなかった。
猩寺 直生（）
声 - 梶裕貴
劇団デビューでSNS映えを狙う、あざと可愛いインフルエンサー(25歳)。
SNSでそこそこのフォロワー数を誇るインフルエンサー。劇団のオーディションもSNS用のバズ狙いネタとして軽い気持ちで受けたが、まさかの合格。ゴリラの着ぐるみを任される。男女問わず誰からも好かれたいという願望を強く持ち、常に「あざと可愛さ」を全面に出して愛されキャラを自認している。しかし、根がまっすぐすぎて愛されというよりも天然。舞台ではその性格もあってツッコミをやってもボケと表裏一体になるという貴重な才能を発揮する。

妃隈 暉（）
声 - 内山昂輝
芸能一家に生まれながら、型にはまらない道を歩むことを選んだ青年(22歳)。
両親が俳優という環境で育ち幼い頃から舞台に親しんできた。しかし、親の七光りと見られることを恐れて、自ら劇団のオーディションを受けパンダ着ぐるみの役を選び取る。思慮深く研究熱心で演技の勉強のため劇団員をよく観察している。だが思慮深すぎて、「姿を隠した着ぐるみ劇団員が偉人の名言を解体し再構築する過程」を文芸的に深いと勘違いしている。

玲尾 諒（）
声 - 山下大輝
兄の彰人の後を追い都会へとやってきた青年（23歳）。
兄と違い明確な目標もなく、無口で甘え上手な性格もあって苦労もなくアルバイトをしながら暇があればゲームに没頭する日々をなんとなく過ごしている。兄の劇団アクターZOO入団時に巻き込まれ、嫌々ネコの着ぐるみ担当になる。

狗城 健太郎（）
声 - 宮野真守
熱血でちょっとズレてる役者志望(23歳)。
劇団アクターZOOの初演を見て犀川の脚本に惹かれ即入団しイヌのきぐるみを担当する。しかしその脚本が地球文化を破壊するために名言を誤訳したものだと思っておらず、この誤訳された名言こそが人類の心を揺さぶり世界を変える力を持っていると信じており、「演劇人」として自らの演技を通じてそのメッセージを世に広めようとしている。

## 用語
劇団アクターZOO（）
犀川 久作が立ち上げた劇団。一見ちょっと奇抜な全員動物着ぐるみのコント劇団だがその真の目的は地球の文化を破壊し惑星サイカーワの支配下とすることにある。劇団各員はそのことに未だ気づいていない。

## 作品情報
スタッフ
企画 - 超電導dB
監督・音響監督・クリエイティブプロデューサー -津田健次郎、浪川大輔
シリーズ構成 - 岩井勇気
キャラクターデザイン - 和田朋子
音楽 - チバニャン
音楽制作 - ステイラック
アニメーション制作 - ILCASHIPS
製作 - 劇団アクターZOO
オープニングアニメーション
制作 - スペースネコカンパニー
OP監督・絵コンテ - 池亜佐美
監督補佐 - 青木純
キャラクターデザイン・作画監督 - 松田K子
イメージボード・美術 - 方琦星
コント脚本
岩井勇気（ハライチ）
高佐⼀慈　尾関高文（ザ・ギース）
山添寛（相席スタート）
水川かたまり（空気階段）
飛永翼　大水洋介（ラバーガール）
野田クリスタル（マヂカルラブリー）
KAƵMA　村上純（しずる）
岩崎う大（かもめんたる）
「DOCUMENTARY of 現代誤訳 ～声優が本気でアニメ作ってみた～」
企画 - 超電導dB
クリエイティブプロデューサー - 津田健次郎　浪川大輔
構成 - 髙﨑淳平
制作 - NEXTEP
製作 - 劇団アクターZOO

## 主題歌
「The Battle」
宮野真守によるオープニングテーマ。
作詞・作曲・編曲 - sty、Mitsu.J
「劇団アクターZOOのテーマ」
エンディングテーマ。
作曲・編曲 - チバニャン

## 放送局
| 放送期間        | 放送時間                          | 放送局       | 対象地域 | 備考 |
| --------------- | --------------------------------- | ------------ | -------- | ---- |
| 2024年7月7日 -  | 日曜 1:00 - 日曜 1:30（土曜深夜） | TOKYO MX     | 東京都   |      |
|                 |                                   | BS11         | 日本全域 |      |
| 2024年7月10日 - | 水曜 1:00 - 水曜 1:30（火曜深夜） | テレビ北海道 | 北海道   |      |

| 配信開始日    | 配信時間        | 配信サイト |
| ------------- | --------------- | --- |
| 2024年7月7日  | 日曜 1:00 更新  | dアニメストア Lemino アニメタイムズ |
| 2024年7月10日 | 水曜 12:00 更新 | ABEMA Prime Video auスマートパスプレミアム DMM TV FOD Google TV HAPPY!動画 Hulu J:COM STREAM milplus TELASA U-NEXT アニメ放題 バンダイチャンネル ムービーフルplus ふらっと動画 |